# 新柵種次
新柵 種次（しんさく たねつぐ）は、戦国時代の武将。

## 経歴・人物
奥州一ノ関狐禅寺城主。葛西氏に従う。桃生郡深谷にて伊達氏に謀殺される。